# Вахш
Вахш (на таджикски: Вахш) е град в Таджикистан, административен център на Вахшки район, Хатлонска област. Населението на града през 2016 година е 14 400 души (по приблизителна оценка).

## Население
| Година | Население |
| ------ | --------- |
| 1989   | 10 587    |
| 2007   | 12 300    |
| 2010   | 13 000    |
| 2016   | 14 400    |